# Pforzheim
Pforzheim je město v Bádensku-Württembersku v Německu. Žije zde přibližně 129 tisíc obyvatel. Je známé zejména koncentrací výroby šperků a hodinek, proto se mu někdy přezdívá „Goldstadt“ (Zlaté město). Leží na severním okraji pohoří Černý les mezi městy Stuttgart a Karlsruhe. Jedná se o samostatný městský okres, který se rozkládá na soutoku tří řek (Enz, Nagold a Würm) na hranici Bádenska a Württemberska, přičemž spadá do Bádenska. Nachází se zde úřady zemského okresu Enz, který jej ze všech stran obklopuje.

## Historie
Počátky dějin města spadají do roku 90, kdy zde Římané založili osadu „Portus“ poblíž dnešního staroměstského mostu (Altstädter Brücke). Osada se nacházela na silnici mezi vojenským táborem Argentoratum (dnes Štrasburk) a táborem na území čtvrti Bad Cannstatt, která je dnes součástí Stuttgartu. V letech 259/260 byla ale úplně zničena germánskými kmeny Franků a Alamanů. Až do přelomu šestého a sedmého století není osídlení oblasti doloženo. Až z následujícího období se dochovaly lidské hroby.
První písemná zmínka o městě pochází z roku 1067. V této době neslo název Phorzheim a navštívil je římský císař Jindřich IV. Během následujících let mu bylo uděleno právo pořádat trhy. V té době náleželo klášteru v Hirsau.
Hned v počátcích manufakturní výroby roku 1767 zde markrabí Karel Fridrich Bádenský založil hodinářskou továrnu. Ta byla do roku 1789 zásadně rozšířena o zlatnickou, šperkařskou a bižuterní výrobu, která se pro město na následující dvě století stala nejvýznamnějším uměleckořemeslným i průmyslovým odvětvím, významným také vzhledem ke stykům s Čechami, protože první kovové výlisky šperků, které sloužily jako prefabrikáty pro montáž kamenů v severočeském bižuterním průmyslu, se dovážely odtud.
23. února 1945 se město stalo cílem ničivého spojeneckého kobercového bombardování. Tehdy zahynulo kolem 17 000 lidí a bylo zničeno kolem 83 % městské zástavby. Během následujících zhruba 20 let ale bylo postupně znovu vybudováno.

## Městské části
- Vnitřní město (Innenstadt)
- Severní město (Nordstadt)
- Východní město (Oststadt)
- Jihovýchodní město (Südoststadt)
- Jihozápadní město (Südweststadt)
- Západní město (Weststadt)
- Arlinger
- Brötzingen
- Buckenberg a Hagenschiess, včetně částí Altgefaell, Haidach a Wald-Siedlung
- Büchenbronn včetně části Sonnenberg
- Sonnenhof
- Dillweißenstein
- Eutingen an der Enz včetně části Mäuerach
- Hohenwart
- Huchenfeld
- Würm

## Památky
- ruiny hradu

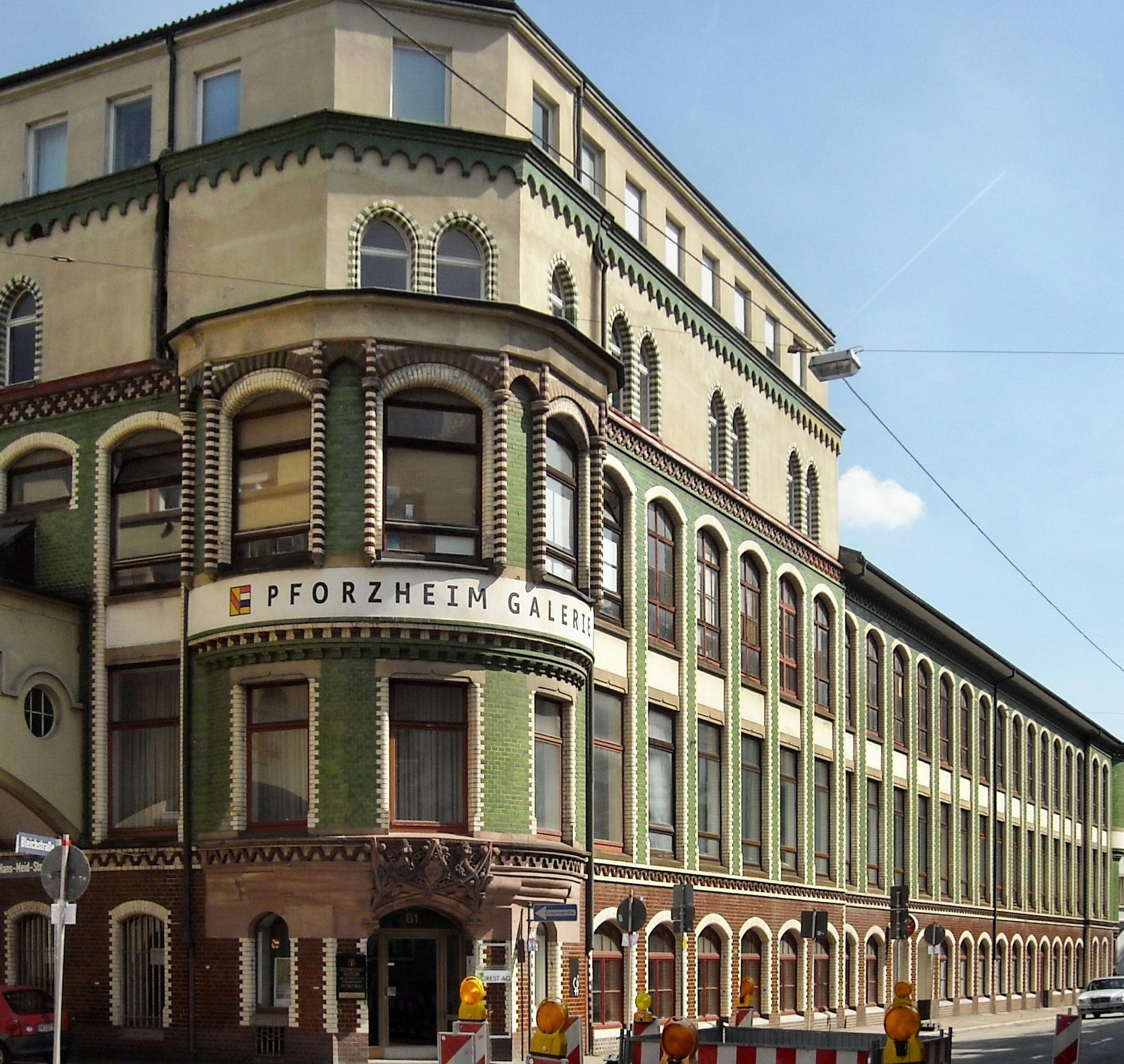
Technické muzeum a galerie

- jednolodní gotický kostel bývalého kláštera minoritů
- radniční věž
- budova archivu - část někdejšího rezidenčního zámku bádenských markrabí, který dal vystavět markrabě Karel II. Bádensko-Durlašský v letech 1553-1561; 23.2.1945 objekt vybombardován, od 1946 znovu dostavěn
- zámecký kostel sv. Michaela archanděla, románsko-gotická stavba, z větší části rekonstruovaná r. 1946

## Muzea
- Archeologické muzeum ve dvoře Kappelhof (exteriér): kamenné fragmenty zdejší římské antické architektury a sochařství
- Schmuckmuseum (Muzeum šperku a galerie pro výstavy současných šperkařů)
- Kollmar & Jourdan-Haus, budova někdejšího bižuterního závodu, nyní Technické muzeum šperkařství a bižuterie

## Partnerská města
- Guernica, Španělsko, (od roku 1989)
- Saint-Maur-des-Fosses, Francie (od roku 1989)
- Vicenza, Itálie (od roku 1991)
- Osijek, Chorvatsko (od roku 1994)
- Irkutsk, Rusko (od roku 1999)
- Nevşehir, Turecko (od roku 2000)
- Čenstochová, Polsko (od roku 2000)
- Győr-Moson-Sopron, Maďarsko (od roku 2001 společně se zemským okresem Enz.